# Goupil-Othon
Goupil-Othon ist eine französische Gemeinde mit 1.254 Einwohnern (Stand: 1. Januar 2022) im Département Eure in der Region Normandie; sie gehört zum Arrondissement Bernay und zum Kanton Brionne.
Goupil-Othon entstand zum 1. Januar 2018 aus den ehemaligen Kommunen Goupillières und Le Tilleul-Othon, die in der neuen Gemeinde den Status einer Commune déléguée haben.

## Geographie
Goupil-Othon liegt etwa 30 Kilometer westnordwestlich von Évreux.

### Nachbargemeinden
Umgeben ist Goupil-Othon von den Nachbargemeinden Nassandres sur Risle im Norden und Westen, Thibouville im Norden und Osten, Bray im Südosten, Beaumontel im Süden sowie Launay im Westen und Südwesten.

## Gemeindegliederung
| Ortsteil                       | ehemaliger INSEE-Code | Fläche (km²) | Einwohnerzahl (2018) |
| ------------------------------ | --------------------- | ------------ | -------------------- |
| Goupillières (Verwaltungssitz) | 27290                 | 10,12        | 893                  |
| Le Tilleul-Othon               | 27642                 | 04,68        | 363                  |

## Sehenswürdigkeiten

### Goupillières
- Kirche Notre-Dame aus dem 14. Jahrhundert, Umbauten aus dem 16./17. und 19. Jahrhundert, seit 1954 Monument historique
- Schloss und Herrenhaus aus dem 16./17. Jahrhundert
- Reste einer Burg aus dem 12. Jahrhundert
- Herrenhaus La Goderie aus dem 18. Jahrhundert
- Mühle Melleville aus dem 17. Jahrhundert

### Le Tilleul-Othon
- Kirche Saint-Germain aus dem 14./15. Jahrhundert, seit 1961 Monument historique

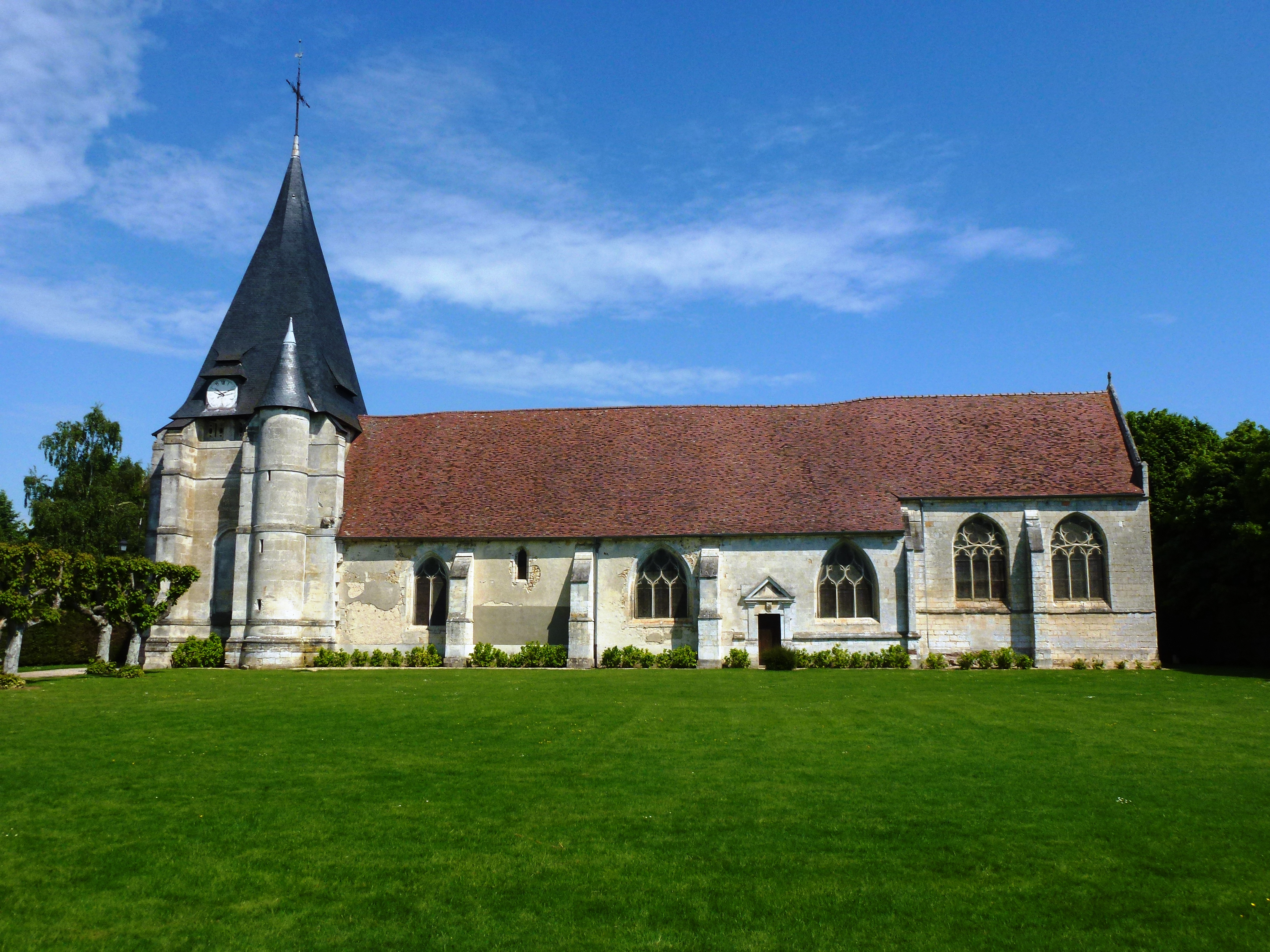
Kirche Notre-Dame in Goupilliéres
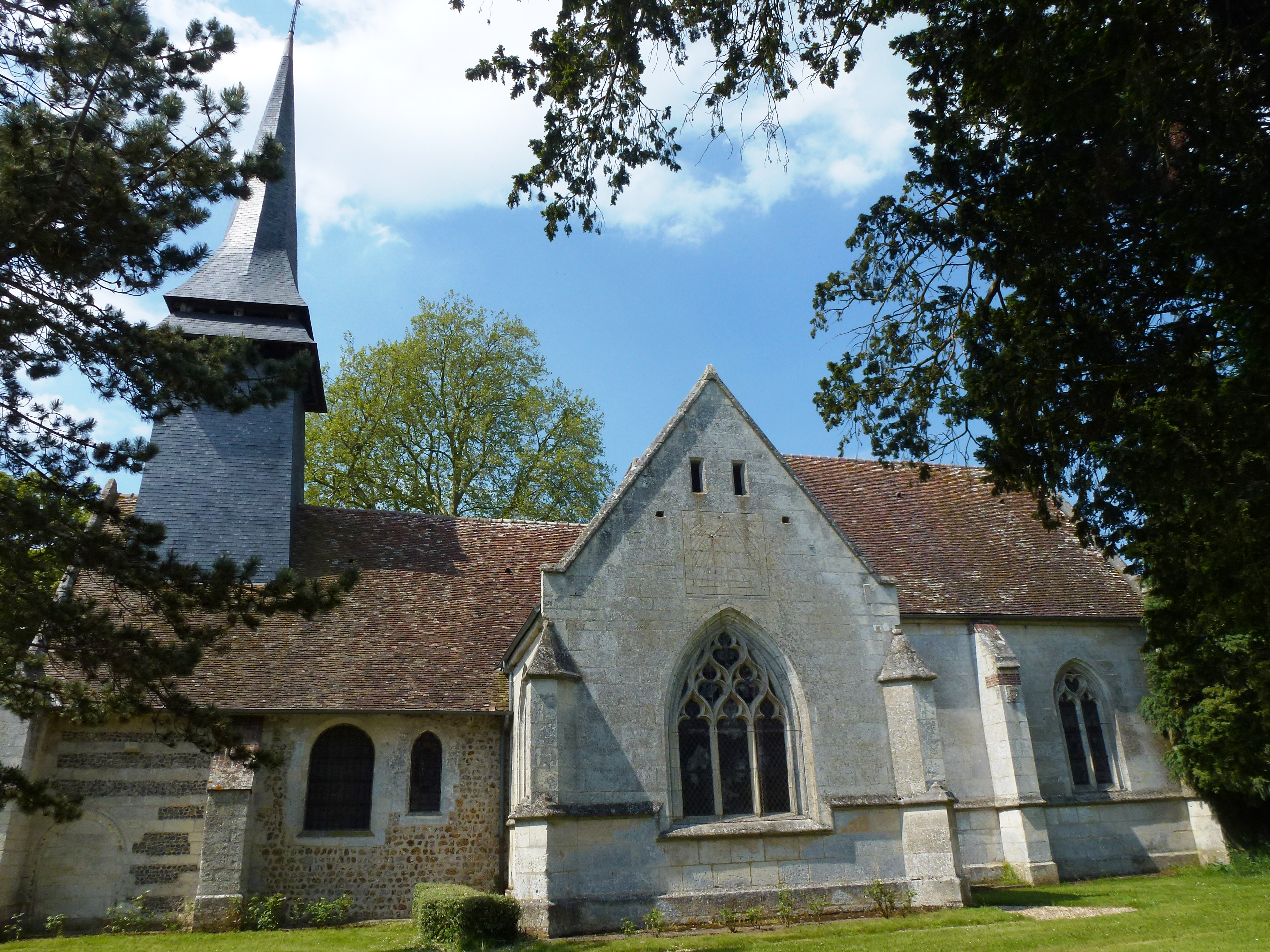
Kirche Saint-Germain in Le Tilleul-Othon